# Guisando (album)
Guisando (Doing a Job) is het derde studioalbum van de Puerto Ricaans/Amerikaanse trombonist Willie Colón. Het werd in 1969 op Fania uitgebracht.

## Achtergrond
Guisando is tevens het eerste album met naamsvermelding van zanger Héctor Lavoe die aan drie van de zeven nummers heeft meegeschreven en op de hoesfoto samen met Colón als brandkastkraker staat afgebeeld. 
Vanwege zijn geuzennaam en debuutalbum El Malo zou Colón tot midden jaren 70 op zijn platenhoezen als crimineel poseren, hij schreef echter sociaal-politieke vraagstukken over de positie van latino's in de VS. Het instrumentale nummer I Wish I Had A Watermelon was een reactie op Herbie Hancock's Watermelon Man uit 1962.

## Tracklijst
Alle muziek en teksten zijn geschreven door Willie Colón, tenzij anders aangegeven. 
| Nr. | Titel                     | Duur |
| --- | ------------------------- | ---- |
| 1.  | Guisando                  | 4:00 |
| 2.  | No Me Den Candela         | 7:05 |
| 3.  | El Titán                  | 5:21 |
| 4.  | Oiga Señor                | 3:30 |
| 5.  | I Wish I Had a Watermelon | 5:18 |
| 6.  | Te Están Buscando         | 7:30 |
| 7.  | Se Baila Mejor            | 4:20 |